# Gnypeta atrolucens
Gnypeta atrolucens es una especie de escarabajo del género Gnypeta, tribu Oxypodini, familia Staphylinidae. Fue descrita científicamente por Casey en 1893.
Se distribuye por Estados Unidos. La especie presenta una coloración marrón oscura y la longitud del cuerpo es de aproximadamente 3,2-3,4 milímetros.